# Tangled Up (Girls Aloud)
Tangled Up è il quarto album del gruppo musicale pop britannico Girls Aloud, pubblicato per l'etichetta discografica Fascination Records il 19 novembre 2007 in Regno Unito e Irlanda. Il titolo dell'album è tratto da una frase contenuta nel testo della canzone Close to Love, contenuta nel disco.

## Contesto
L'album è stato pubblicato a due anni di distanza dal precedente album di inediti, Chemistry, e appena un anno dopo la prima raccolta del gruppo, The Sound of Girls Aloud. È stato anticipato dal singolo Sexy! No No No... che, pubblicato nel mese di settembre del 2007, ha raggiunto la quinta posizione della classifica dei singoli britannica. L'uscita nell'album è stata però accompagnata dal secondo singolo, Call the Shots, pubblicato un mese dopo il disco, che ha riscosso più successo del precedente Sexy! No No No... raggiungendo la terza posizione e vincendo, nel 2008, il premio Popjustice £20 Music Prize, assegnato ogni anno al miglior singolo pop britannico.
Anche il disco si è rivelato fortunato: ha infatti raggiunto la quarta posizione della classifica degli album del Regno Unito.
Successivamente, nella primavera del 2008, il disco è stato promosso dal Tangled Up Tour, una serie di esibizioni dal vivo tenutesi in Regno Unito e in Irlanda del Nord, e dal terzo e ultimo singolo estratto, Can't Speak French, pubblicato in una versione leggermente modificata rispetto a quella già presente nell'album, che raggiunse la nona posizione della classifica. Come b-side del singolo è stata pubblicata anche una versione in lingua francese del brano, Je ne parle pas français, in contraddizione con il titolo stesso del singolo (non so parlare francese).
L'album è stato prodotto, come consuetudine degli album del gruppo, dalla squadra di produttori Xenomania, che hanno curato anche la stesura dei testi.

## Mixed Up
Unitamente a Tangled Up è stato pubblicato, in edizione limitata, Mixed Up, la prima raccolta di remix del gruppo. Questo disco conteneva infatti otto singoli del gruppo in versione remixata e ha raggiunto la posizione numero cinquantasei della classifica degli album britannica.

## Tracce e formati
Standard Edition (Fascination / 1750580 (UK)
1. Call the Shots – 3:45 (Miranda Cooper, Brian Higgins, Tim Powell, Giselle Sommerville, Lisa Cowling)
2. Close to Love – 3:53 (Miranda Cooper, Brian Higgins, Tim Powell, Lisa Cowling, Nick Coler, Jody Lei)
3. Sexy! No No No... – 3:18 (Girls Aloud, Xenomania, Nazareth)
4. Girl Overboard – 4:11 (Miranda Cooper, Brian Higgins, Tim Powell, Nick Coler, Jody Lei)
5. Can't Speak French – 4:04 (Miranda Cooper, Brian Higgins, Tim Powell, Nick Coler, Jody Lei, Carla Marie Williams)
6. Black Jacks – 4:20 (Miranda Cooper, Brian Higgins, Tim Powell, Nick Coler, Lisa Cowling)
7. Control of the Knife – 3:51 (Miranda Cooper, Brian Higgins, Giselle Sommerville, Jon Shave)
8. Fling – 4:13 (Miranda Cooper, Brian Higgins, Tim Powell, Nick Coler, Carla Marie Williams, Moguai)
9. What You Crying for – 3:44 (Miranda Cooper, Brian Higgins, Lisa Cowling, Tim "Rolf" Larcombe, Myra Boyle)
10. I'm Falling – 4:01 (Miranda Cooper, Brian Higgins, Tim Powell, Yusra Maru'e, Niara Scarlett)
11. Damn – 3:46 (Miranda Cooper, Brian Higgins, Tim Powell, Nick Coler, Lisa Cowling)
12. Crocodile Tears – 4:18 (Girls Aloud, Miranda Cooper, Brian Higgins, Tim Powell, Nick Coler, Giselle Sommerville, Tim "Rolf" Larcombe)

### Mixed Up
Mixed Up (Fascination / 1753391 (UK)
1. The Show (Tony Lamezma Club Mix) – 3:43 (Miranda Cooper, Brian Higgins, Tim Powell, Lisa Cowling, Jon Shave, Xenomania)
2. No Good Advice (Doublefunk Clear Vocal Mix) – 5:19 (Miranda Cooper, Brian Higgins, Lisa Cowling, Nick Coler, Lene Nystrøm, Xenomania)
3. I Think We're Alone Now (Tony Lamezma Baubletastic Remix) – 5:10 (Ritchie Cordell)
4. Sexy! No No No... (Tony Lamezma's "Yes Yes Yes" Mix) – 5:53 (Girls Aloud, Xenomania, Nazareth)
5. Something Kinda Ooooh (Tony Lamezma Remix) – 4:40 (Miranda Cooper, Brian Higgins, Tim Powell, Nick Coler, Jody Lei, Giselle Sommerville)
6. Wake Me Up (Tony Lamezma's Love Affair) – 5:09 (Miranda Cooper, Brian Higgins, Tim Powell, Lisa Cowling, Shawn Lee, Paul Woods, Yusra Maru'e)
7. Jump (Almighty Vocal Mix) – 4:09 (Steve Mitchell, Marti Sharron, Gary Skardina)
8. Biology (Tony Lamezma Remix) – 4:23 (Miranda Cooper, Brian Higgins, Lisa Cowling, Giselle Sommerville)

## Classifiche

### Tangled Up
| Classifica (2007)   | Posizione raggiunta |
| ------------------- | ------------------- |
| Regno Unito         | 4                   |
| Irlanda             | 25                  |
| Classifica mondiale | 45                  |

### Mixed Up
| Classifica (2007) | Posizione raggiunta |
| ----------------- | ------------------- |
| Regno Unito       | 56                  |